# Zarcero
Pour le canton, voir Zarcero (canton).
Zarcero est une localité du Costa Rica. La ville est célèbre pour son jardin topiaire à l'extérieur de son église, où les buissons sont façonnés pour représenter différents animaux. L'église contient de très jolies peintures à l'intérieur.
Des chemins de randonnée, des criques d'eau pure, une population accueillante, et de magnifiques paysages sont les caractéristiques de la région de Zarcero.

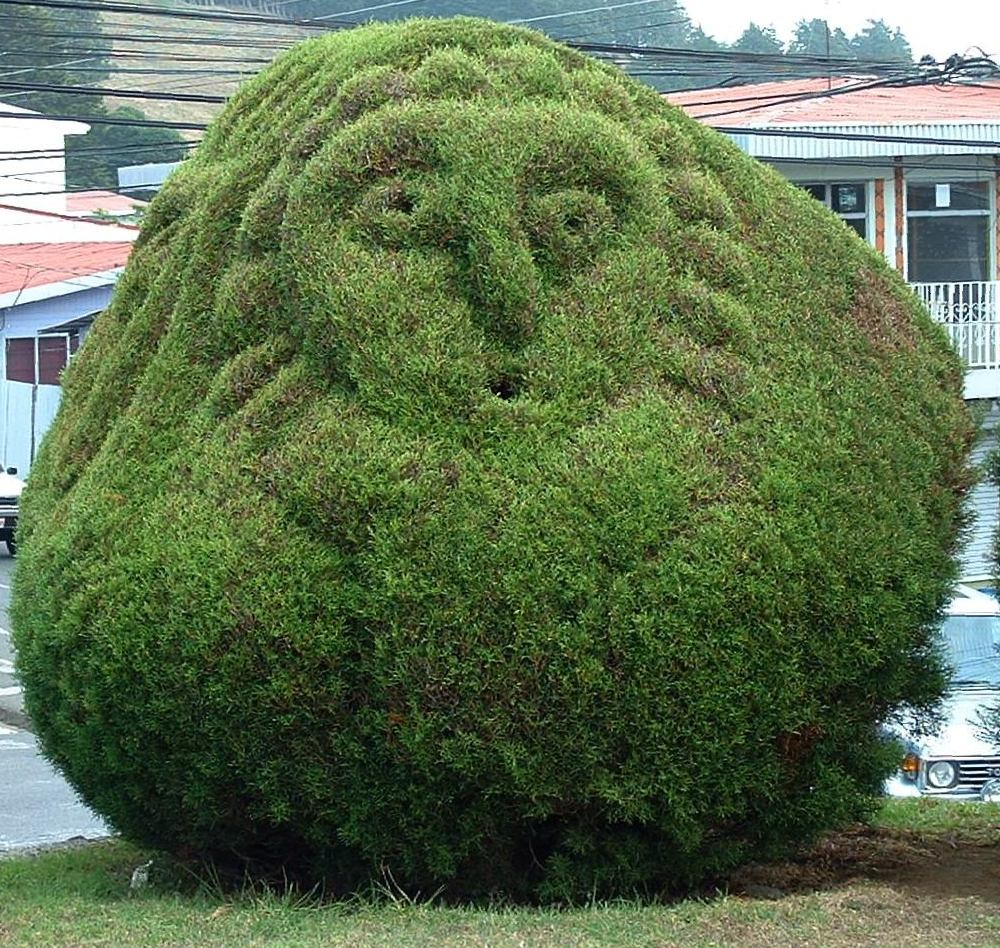
Art topiaire à Parque Francisco Alvarado, Zarcero, Costa Rica